# Historisches Rathaus (Landsberg am Lech)

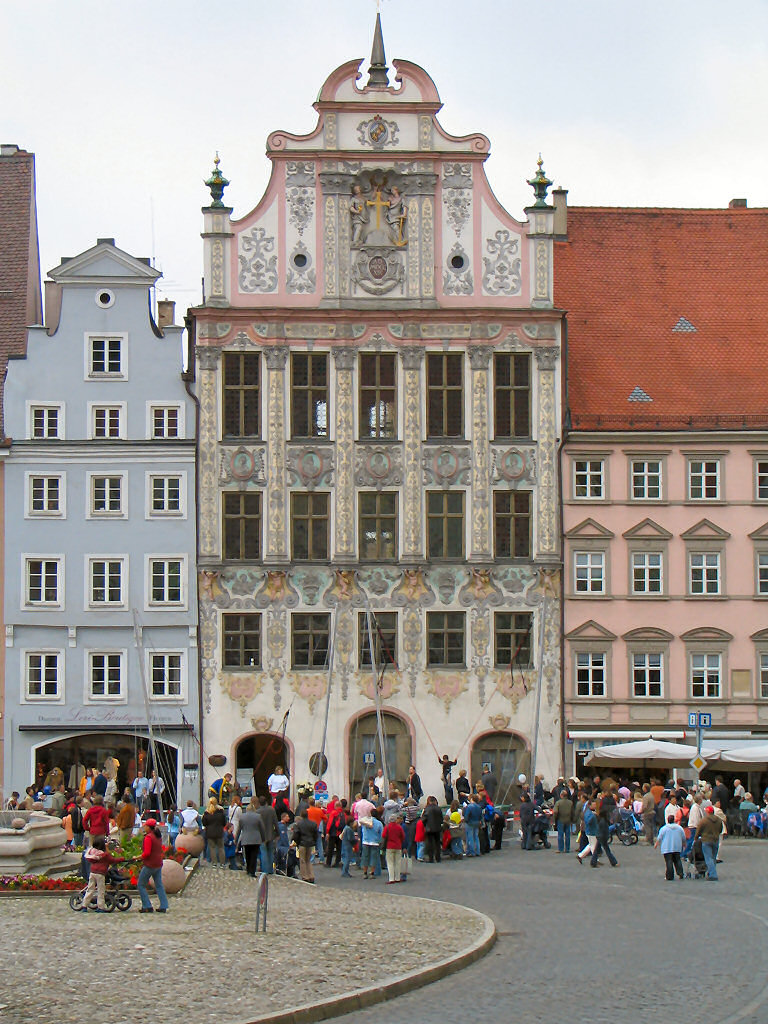
Historisches Rathaus in Landsberg am Lech

Das Historische Rathaus im Westen des Hauptplatzes in Landsberg am Lech (Bayern) ist der auffälligste und schönste Bau des gesamten Platzes. Die Fassade ist mit reichlich Stuck verziert und wurde 1719 von Dominikus Zimmermann gestaltet. Gebaut wurde es von 1699 bis 1702, die Innenräume wurden in den 1990er Jahren renoviert. In diesen Innenräumen befinden sich in der ehemaligen Ratsstube und ihrem Vorraum zahlreiche Gemälde von Hubert von Herkomer, außerdem im darüber liegenden Festsaal je zwei großformatige Fresken der Künstler Ferdinand Piloty und Eduard Schwoiser, die von der Vergangenheit der Stadt erzählen.

## Beschreibung
Die hohe, schlanke Front der Fassade ist regelmäßig in fünf Achsen gegliedert. Die Fenster werden von Geschoss zu Geschoss nach Proportionen des goldenen Schnittes, entsprechend der Wichtigkeit der Räume dahinter, höher. Im ersten Obergeschoss befindet sich die Stube des inneren Rates, darüber der ehemalige Saal des äußeren Rates und schließlich im oberen Stockwerk der hohe Festsaal der Stadt. Die Erdgeschosszone ist mit drei Rundbogenportalen geöffnet. Die reich geschmückte Giebelzone endet in einem hohen, gesprengten Giebel. Hier steht ein Obelisk, gekrönt vom Auge Gottes. Im Zentrum des Giebels steht eine muschelüberfangene Nische mit figürlichen Schmuck.

### Bildprogramm der Fassade
Die Bildwelt der Fassade mit den Reliefs unter den Fenstern und den Figuren in der Nische des Giebels zeigen ein Programm, das den Ruhm und die Glorie des Landesherren und der Stadtregierung verkündet. Gleichzeitig ist sie Ausdruck der Tugend eines wohl geordneten Stadtregiments. Unter der Fensterbrüstung des ersten Obergeschosses werden die Halbfiguren dreier Frauen gezeigt: Links Susanna, bedrängt von zwei Greisen, rechts Judith mit dem Haupt des Holofernes. Die mittlere Frauengestalt kann wegen der späteren Ergänzungen am Attribut nicht gedeutet werden. Die alttestamentlichen Frauen stehen für die sittliche Ordnung in der Stadt, für Standhaftigkeit und Stärke sowie für Mut und List zu Gunsten des Gemeinwohls.
Unter den Fenstern des zweiten Obergeschosses werden die Reliefs von antiken Helden und Herrschern gezeigt. Diese sind ein Zeichen für militärische Stärke und Klugheit als auch im Sinne der Legitimation von Stadtregiment und Landesherren durch den Ruhm der Geschichte zu verstehen. Dem Giebelfeld ist besondere Bedeutung zugewiesen. In der mittleren Nische halten zwei weibliche Gestalten (Personifikation der Caritas (Nächstenliebe) mit dem flammenden Herzen und der Spes (Hoffnung) mit großem Anker) den Lorbeerkranz des Sieges über das Landsberger Stadtwappen mit seinem auf einem Dreiberg stehenden Kreuz. Dieses Kreuz, das für Fides (Glaube) steht, ergänzt die beiden allegorischen Figuren zur Figuration der drei theologischen Tugenden: Glaube, Hoffnung und Liebe. Mit dem Obelisken ist ein weiteres Zeichen gesetzt das seit der Renaissance seinen festen Platz hat: er weist mahnend auf die Haupttugenden der Obrigkeit, auf Aufrichtigkeit und Standfestigkeit hin.

## Heutige Nutzung
Das Gebäude ist bis heute der Tagungsort des Landsberger Stadtrates und wird außerdem für standesamtliche Trauungen genutzt. Im Erdgeschoss befindet sich das Tourismusbüro der Stadt Landsberg. 2006 bis 2007 wurde dieses vorübergehend wegen Sanierung und Erweiterung geschlossen.
Im Festsaal finden seit den 1970er Jahren die vom städtischen Kulturamt veranstalteten Rathauskonzerte statt, eine Reihe von Konzerten der klassischen Musik.

## Denkmalschutz
Heute ist das Gebäude als Baudenkmal in die Bayerische Denkmalliste eingetragen.
Die Beschreibung lautet:

„Stattlicher viergeschossiger Satteldachbau mit lebhaft bewegter Stuckfassade und Schweifgiebel, aus zwei Bauten des 14. Jahrhunderts als städtisches Gebäude zusammengeführt, um 1509, in mehreren Bauphasen als Rathaus umgebaut und erweitert, ab 1699, Barockisierung durch Dominikus Zimmermann u. a., 1716–21, mehrfache Renovierungen, nach 1762; mit Ausstattung“

## Vorgängerbau
Bevor das Historische Rathaus gebaut wurde, war die Rathausfunktion zwischen 1697 und 1702 auf andere stadteigene Gebäude verteilt.
Der vorher existierende Rathausbau, der Ende des 13. Jahrhunderts entstand, wurde 1698 wegen Baufälligkeit abgerissen. An diese Stelle setzte man dann den großen Marktbrunnen, heute „Marienbrunnen“ genannt.